# Chimie physique
Ne doit pas être confondu avec Physique-chimie.
 (novembre 2014).
La chimie physique est l’étude des bases physiques des systèmes chimiques et des procédés. En particulier, la description énergétique des diverses transformations fait partie de la chimie physique. Elle fait appel à des disciplines importantes comme la thermodynamique chimique (ou thermochimie), la cinétique chimique, la mécanique statistique, la spectroscopie et l’électrochimie.
Sont comptés parmi les phénomènes que la chimie physique essaie d'expliquer :
1. les forces intermoléculaires qui déterminent les propriétés physiques des matériaux, telles la déformation plastique des solides et la tension superficielle des solides ;
2. la cinétique chimique et la vitesse de réaction ;
3. les propriétés des ions et la conductivité électrique des matériaux ;
4. la chimie des surfaces et l'électrochimie des membranes ;
5. la thermochimie : le transfert de chaleur, et plus généralement les échanges d'énergie, entre un système chimique et son environnement lors d'une transition de phase ou d'une réaction chimique ;
6. les propriétés colligatives et leur emploi pour déterminer le nombre de particules en solution ;
7. les nombres de phases, composantes et de degrés de liberté peuvent être reliés selon la règle des phases de Gibbs ;
8. l'électrochimie et les piles électriques.

## Concepts clés
Les concepts clés de la chimie physique sont les diverses façons d'appliquer la physique à la description des problèmes chimiques.
Un des concepts clés de la chimie classique est la description de toute espèce chimique en termes des groupes d'atomes liés ensemble, et de toute réaction chimique comme la formation et la rupture de ces liaisons. La prévision des propriétés des composés chimique à partir d'une description des atomes et leur liaisons est un but principal de la chimie physique. Pour décrire les atomes et les liaisons avec précision, il faut savoir où sont les noyaux atomiques et comment sont distribués les électrons autour d'eux.
La chimie quantique est la sous-discipline de la chimie physique qui emploie la mécanique quantique à la résolution des problèmes chimiques. Elle fournit des outils qui servent à déterminer la force des liaisons chimiques, la forme géométrique des liaisons, le mode de mouvement des noyaux, et les modes d'absorption ou d'émission de la lumière par les composés chimiques. La spectroscopie est un domaine relié de la chimie physique qui s'occupe de l'interaction du rayonnement électromagnétique avec la matière.
Une autre série de questions importantes en chimie demande quelles réactions peuvent se produire spontanément, et quelles propriétés sont possibles pour un mélange chimique donné. Ces questions sont étudiées en thermodynamique chimique, qui fixe des limites sur l'avancement possible d'une réaction chimique, ou la quantité d'énergie chimique qui peut être convertie en travail dans un moteur à combustion interne ou autre machine thermique. Elle fournit aussi des liens entre des propriétés comme le coefficient de dilatation thermique et le taux de changement de l'entropie en fonction de la pression d'un gaz ou d'un liquide. Elle peut souvent être utilisée afin de prévoir si une conception de réacteur ou de moteur est réalisable, ou bien de vérifier la validité des données expérimentales. Dans une certaine mesure, la thermodynamique des processus en quasi-équilibre ou hors équilibre peuvent décrire des changements irréversibles. Cependant, la thermodynamique classique décrit surtout des systèmes en équilibre et des changements réversibles, et non des processus loin de l'équilibre ni leur vitesse.
Les vitesses des réactions ainsi que leurs mécanismes font l'objet de la cinétique chimique, une autre branche de la chimie physique. Une idée clé de la cinétique chimique c'est que pour le passage des réactifs aux produits, la plupart des réactions chimiques doivent passer par un état de transition qui possède une enthalpie libre plus élevée que soit les réactifs, soit les produits, et qui constitue un obstacle à la réaction. En général, plus haute est la barrière, plus que la réaction est ralentie. Une deuxième idée clé est que la plupart des réactions chimiques se produisent à la suite des étapes de réaction élémentaires, chacune avec son propre état de transition. Les questions clés de la cinétique comprennent la dépendance de la vitesse de réaction de la température et des concentrations des réactifs et des catalyseurs au mélange réactionnel, ainsi que la manière dont les catalyseurs et les conditions de réaction peuvent être modifiés pour optimiser la vitesse d'une réaction.
En effet les vitesses et mécanismes des réactions rapides peuvent souvent être précisées en fonction de quelques concentrations et une température, sans avoir besoin de connaître les positions et les vitesses de chaque molécule au mélange réactionnel. Ceci est exemple d'un autre concept clé en chimie physique, qui veut que dans la mesure des connaissances requises par un ingénieur, tout ce qui arrive dans un mélange d'un très grand nombre (possiblement de l'ordre de la constante d'Avogadro, 6 × 1023) de particules peut souvent être décrit par quelques variables comme la pression, la température, et la concentration. Les raisons précises de cette situation sont décrites dans la mécanique statistique, une branche de la chimie physique qui est partagée avec la physique. La mécanique statistique fournit également des façons de prédire les propriétés observées dans la vie quotidienne à partir des propriétés moléculaires, sans compter sur des corrélations empiriques sur la base de similitudes chimiques.

## Histoire de la chimie physique
L'appellation « chimie physique » a été probablement utilisée pour la première fois par Mikhail Lomonosov en 1752, quand il présenta un cours intitulé « Cours de vraie chimie physique » (russe : «  Курс истинной физической химии ») devant les étudiants de l'Université d'État de Saint-Pétersbourg.
Les fondements de la chimie physique furent posés en 1876 par Josiah Willard Gibbs après la publication de l'article On the Equilibrium of Heterogeneous Substances, qui contient les bases théoriques de la chimie physique comme les potentiels chimiques ou l'enthalpie libre.
Le premier périodique scientifique pour les publications en chimie physique fut le Zeitschrift für Physikalische Chemie, fondé en 1887 par Wilhelm Ostwald et Jacobus Henricus van 't Hoff. L'un et l'autre étaient, avec Svante August Arrhenius, des personnalités reconnues de ce domaine à la fin du XIXe début du XXe siècle. Tous trois obtinrent d'ailleurs le prix Nobel de chimie entre 1901 et 1909.
Les développements au XXe siècle comprennent l'application de la physique statistique aux systèmes chimiques, ainsi que la recherche sur les colloïdes et la science des surfaces, à laquelle Irving Langmuir a fait nombreuses contributions. Une autre étape importante fut l'application de la mécanique quantique en chimie pour donner naissance à la chimie quantique, où Linus Pauling fut un des pionniers. Les avances théoriques ont accompagné les avances aux méthodes expérimentales, surtout l'emploi des différentes méthodes de spectroscopie moléculaire telles la spectroscopie infrarouge, la spectroscopie rotationnelle (dans la région des micro-ondes où de l'infrarouge lointain), la résonance magnétique nucléaire (RMN) et la résonance paramagnétique électronique (RPE).